# Phyllocnistis stereograpta
Phyllocnistis stereograpta är en fjärilsart som beskrevs av Edward Meyrick 1934. Phyllocnistis stereograpta ingår i släktet Phyllocnistis och familjen styltmalar. Inga underarter finns listade i Catalogue of Life.